# Niederleis
Niederleis è un comune austriaco di 842 abitanti nel distretto di Mistelbach, in Bassa Austria.